# Rasch (geslacht)

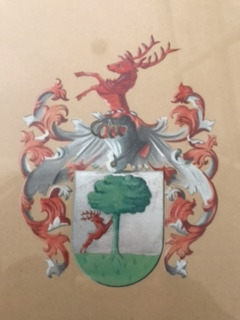
Wapen familie Rasch

Rasch is een geslacht waarvan de oorsprong vermoedelijk in Sleeswijk-Holstein ligt. Vanaf 1655 tot begin 19e eeuw was een deel van de familie in Doesburg gevestigd alwaar verschillende generaties stadsrentmeester, burgemeester, advocaat en notaris waren. 

## Geschiedenis
De stamreeks begint met Berndt Rasche, wonende in 1616 in Hamburg en begraven in 1660 in Doesburg. Zijn zoon, Berndt Rasch kwam in 1636 naar Amsterdam alwaar hij winkelier in de Warmoesstraat was en zich rond 1655 als leverancier van laken, baleinen in Doesburg vestigde. In 1666 was hij eigenaar van het huis Het Rode Hert, eerder geheten De herberge in 't Rode Hart, gelegen in de Koepoortstraat in Doesburg. Het huis was gedurende verschillende generaties woonhuis van de familie Rasch en is nog steeds een van de meest markante huizen in Doesburg. Berndt Rasch huwde in 1644 met Anneke Muys (1622-1666). 
Wapen/Heraldische beschrijving: In zilver een geplante groene boom, vergezeld rechts van een omgewend klimmend rood hert, met de voorpoten tegen de boom.
Helm: halfaanziend.
Helmteken: een uitkomend omgewend rood hert.
Dekkleden: rood, gevoerd van zilver.
Wapenspreuk: ITEM VADET
In 1914 en 1963 werd de familie opgenomen in het genealogische naslagwerk Nederland's Patriciaat; de laatste heropname volgde in 2000/'01.

## Enkele telgen
- Barent Rasch (1648-1711), burgemeester van Doesburg, stadsrentmeester en rentmeester van het Groote Convent
- Evert Jacob Rasch (1675-1725), stadsrentmeester en rentmeester Groote Convent te Doesburg
- Mr. Bernardus Johannes Rasch (1735-1816), advocaat, schepen en raad van Doesburg, gedeputeerde der Staten-Generaal, lid Provinciale Staten van Gelderland, president-burgemeester van Doesburg
- Mr. Hendrik Wijnand Rasch (1775-1820), burgemeester, secretaris en notaris te Steenderen
- Mr. Bernard Lambert Rasch (1829-1899), kantonrechter en lid gemeenteraad te Leiden, dijkgraaf van Delfland
- Mr. Carel Marius Rasch (1859-1910), advocaat, secretaris, lid gemeenteraad en waarnemend burgemeester van Haarlem, gehuwd met Sara Geertruide Kol (1863-1942), telg uit de Utrechtse bankiersfamilie Bank Vlaer & Kol en geslacht Kol
- Wilhelmina Adriana Rasch (1861-1931). Echtgenote van J.J.L. Heldring, oprichter van Heldring & Pierson, bankiers te 's Gravenhage en lid van het geslacht Heldring.
- Cornelie Francoise Rasch (1863-1943), echtgenote van Jhr Marinus Joost Huydecoper (1860-1918), rentmeester Kroondomeinen en secretaris van Koning Willem III en lid van het geslacht Huydecoper.
- Willem Adriaan Rasch (1890-1979), firmant van de Bank Vlaer & Kol te Utrecht

Geslachten die opgenomen zijn in het sinds 1910 verschijnende genealogische naslagwerk Nederland's Patriciaat. Lijst volgens opgave van het CBG Centrum voor familiegeschiedenis.
A · B · C · D · E · F · G · H · I · J · K · L · M · N · O · P · Q · R · S · T · U · V · W · Y · Z